# Roald Hoffmann

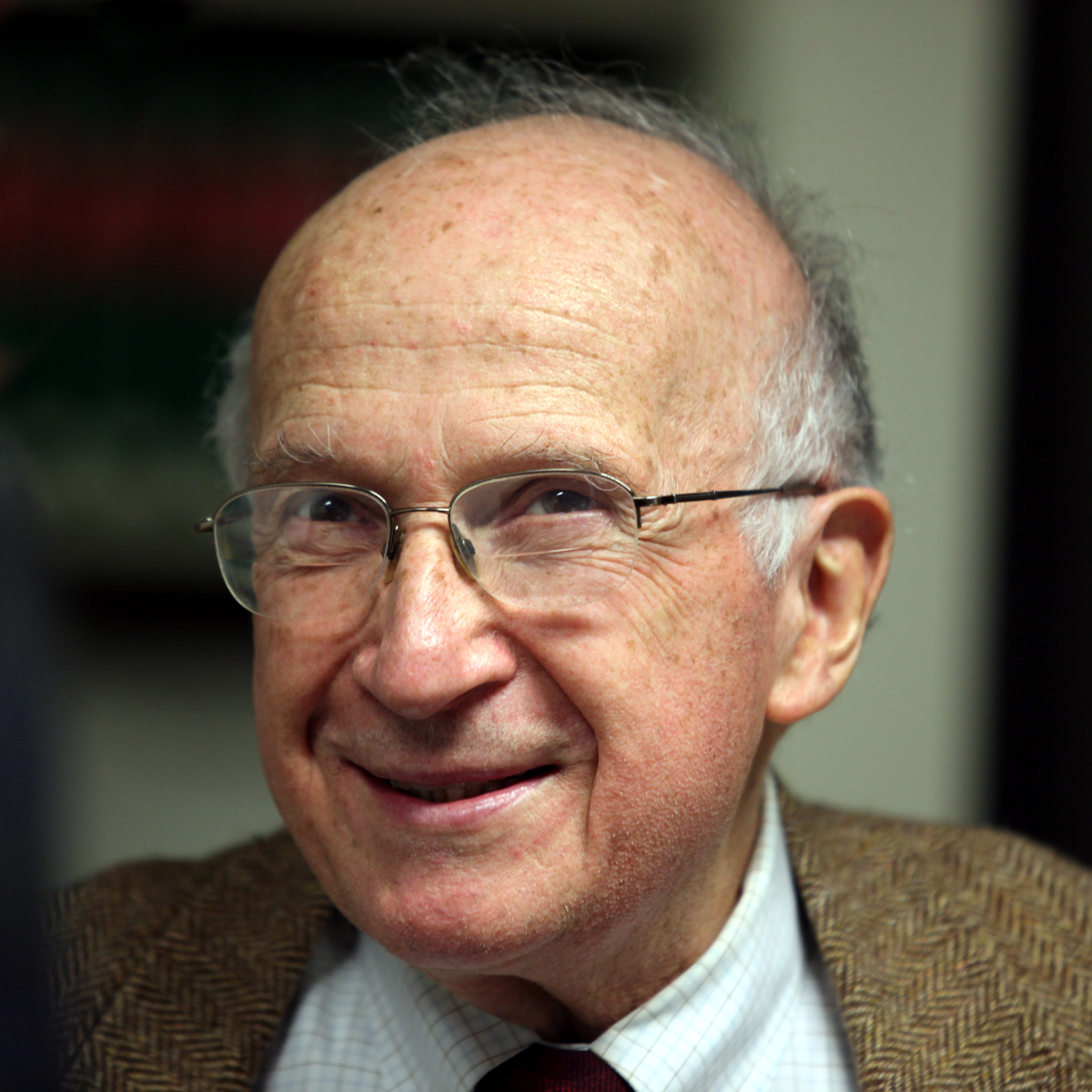
Roald Hoffmann (2015)

Roald Hoffmann (* 18. Juli 1937 in Złoczów, Polen, heute Ukraine, als Roald Safran) ist ein US-amerikanischer Chemiker, der zusammen mit dem Japaner Kenichi Fukui im Jahre 1981 den Nobelpreis für Chemie erhielt für die von beiden unabhängig voneinander entwickelten Theorien zum Verlauf chemischer Reaktionen.

## Leben
Hoffmann stammt aus einer jüdischen Familie, die nach ihrer Flucht aus der Ukraine über mehrere Stationen in der Tschechoslowakei, Österreich und Deutschland im Jahre 1949 schließlich in die USA auswanderte. Sein Vater Hillel Safran wurde in einem Arbeitslager von den deutschen Besatzern ermordet, er selbst versteckte sich mit seiner Mutter Clara (geb. Rosen) und anderen Verwandten auf dem Dachboden sowie im Lagerraum eines Schulhauses in Uniw. Der Lehrer Mykola Dyuk und seine Frau Maria organisierten das Versteck unter höchster Gefahr ihrer eigenen Sicherheit und versorgten Roald wie auch seine Verwandten mit Nahrungsmitteln.
Die meisten Mitglieder seiner Familie starben im Holocaust.
Er besuchte ab 1955 das Columbia College mit Bachelorabschluss in Chemie 1958. Danach studierte er an der Harvard University mit Master-Abschluss in Physik 1960 und Promotion mit der Arbeit Theory of Polyhedral Molecules: Second Quantization and Hypochromism in Helices bei William N. Lipscomb 1962, wobei er sich 1960/61 neun Monate in der Sowjetunion aufhielt. 1962 bis 1965 war er Junior Fellow in Harvard. Hoffmann wurde 1965 Associate Professor an der Cornell University in Ithaca im US-Bundesstaat New York und 1968 Professor, wobei er ab 1974 auch Professor für Physik war. Inzwischen ist er emeritiert.

## Werk
Hoffmann entwickelte 1962 bis 1965 eine halbempirische Theorie der Elektronenstruktur von Molekülen (Erweiterte Hückel-Methode ab 1963) und mit Robert B. Woodward 1965 die Woodward-Hoffmann-Regeln, die zum Standardmaterial von Lehrbüchern der organischen Chemie gehören und vielfach verwendet werden zum Beispiel für die Vorhersage des Ablaufs organischer Synthesen. Mit ihnen wurden vor allem Vorhersagen über die Stereochemie der gebildeten Produkte erleichtert, die typischerweise bei vielen Produkten der pharmazeutischen Chemie von hoher Relevanz ist.
Hoffmann führte 1976 den Begriff der Isolobalität ein. Mit dem Grundgedanke hinter dem Begriff schaffte Hoffmann vergleichsweise früh ein interdisziplinäres Konzept mit dessen Hilfe die Ähnlichkeit zwischen den Grenzorbitalen einzelner Strukturelemente organischer und anorganischer Moleküle bewertet werden konnte. Das Konzept findet u. a. in der metallorganischen Chemie Anwendung.

## Hoffmann als Moralist und Künstler

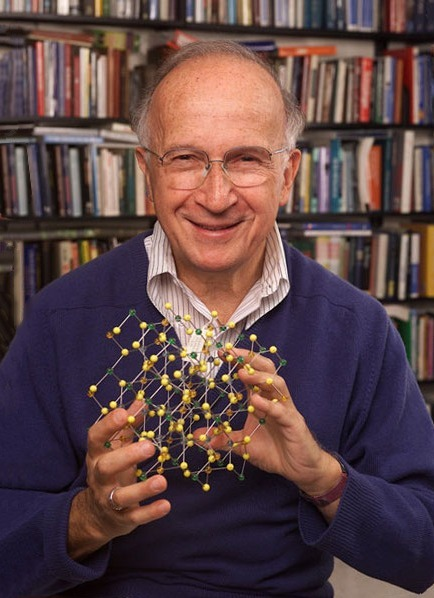
Roald Hoffmann (2009)

Roald Hoffmann tritt für die Einhaltung ethischer Grundsätze in der Wissenschaft der Chemie ein. Beim Weltkongress der Internationalen Chemikervereinigung IUPAC im August 2007 in Turin nutzte er die ihm eingeräumte Aufgabe einen der Hauptvorträge zu halten für einen moralischen Appell: „Egal ob man ein Gewehr macht oder ein Molekül, ein Gemälde oder ein Gedicht, man sollte immer fragen: Könnte ich damit jemand Schaden zufügen?“ Statt einer Rede ließ er, eine Premiere in der Geschichte der Chemikervereinigung, ein von ihm geschriebenes Theaterstück mit dem Titel Should’ve (dt: Hätte man bloß!) aufführen. Darin diskutiert eine zerstrittene Familie eine Stunde lang den Selbstmord des toten Familienoberhauptes, der als Chemiker eine sehr effiziente Synthese des Nervengiftes Saxitoxin entwickelt hat, die von Kriminellen für einen Massenmord missbraucht wurde. Die Geschichte benutzt er als bloßen Aufhänger, um in 26 sehr kurzen Szenen eine Vielzahl von Themen von der Verantwortung des Wissenschaftlers, der spanischen Grippe, dem Papst, Hitler und dem Holocaust bis zur Unvereinbarkeit von Forscher- und Familienleben anzusprechen.
Die autobiographischen Texte „Das periodische System“ des Chemikers und Holocaustüberlebenden Primo Levi hatte er bei seinen Studenten zur Pflichtlektüre gemacht.
Hoffmann heiratete 1960 Eva Börjesson aus Lidingö in Schweden. Sie haben zwei Kinder (* 1963 und 1965).

## Auszeichnungen

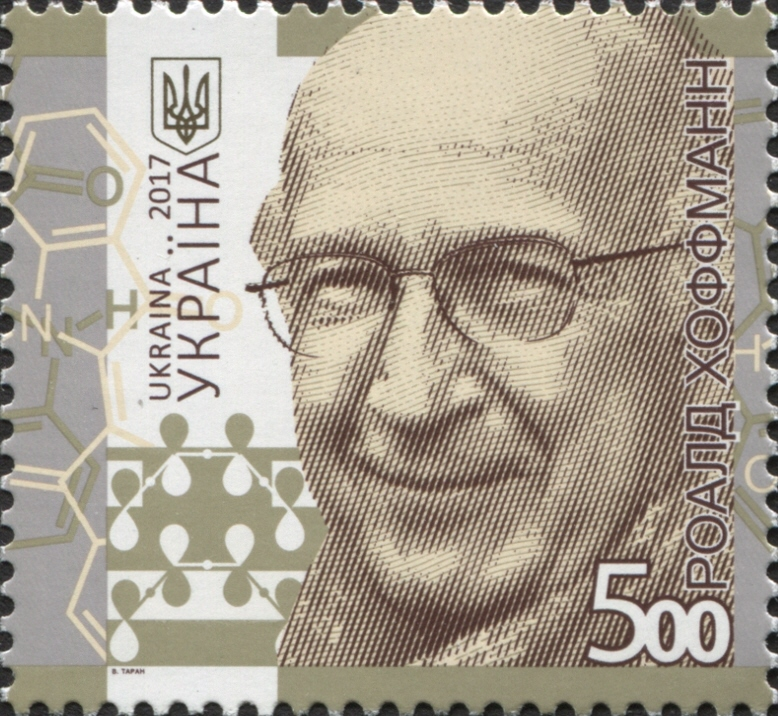
Briefmarke der Ukrposhta zu Ehren von Roald Hoffmann und seiner wissenschaftlichen Arbeiten

Hoffmann wurde mit einer Vielzahl von Auszeichnungen bedacht. Er erhielt über 30 Ehrendoktor-Titel.
Die American Chemical Society verlieh ihm 1969 den American Chemical Society Award in Pure Chemistry, 1973 (zusammen mit Robert B. Woodward) den Arthur C. Cope Award in Organic Chemistry, 1982 den ACS Award in Inorganic Chemistry, 1990 die Priestley-Medaille und 1996 den Pimentel Award in Chemical Education. 1983 erhielt er die National Medal of Science.
1970 erhielt er den Award der International Academy of Quantum Molecular Science. 1981 wurde ihm zusammen mit Kenichi Fukui der Nobelpreis für Chemie verliehen.
1971 wurde Hoffmann als Mitglied in die American Academy of Arts and Sciences aufgenommen. 1972 wurde er Mitglied der National Academy of Sciences, die ihm 1986 ihren NAS Award in Chemical Sciences verlieh.
1984 wurde er als Foreign Member in die Royal Society aufgenommen; im gleichen Jahr wurde er auch Mitglied der American Philosophical Society. 1985 nahm ihn die Königlich Schwedische Akademie der Wissenschaften als Foreign Member und 1988 die damalige Akademie der Wissenschaften der UdSSR ebenfalls als auswärtiges Mitglied auf. 1991 wurde er mit der Semjonow-Goldmedaille dieser Akademie ausgezeichnet.
1994 erhielt Hoffmann die Centennial Medal der Graduate School of Arts and Sciences an der Harvard-Universität.
2000 wurde er zu einem Mitglied der Deutschen Akademie der Naturforscher Leopoldina, seit 2008 Nationale Akademie der Wissenschaften, gewählt. Seit 1998 ist er korrespondierendes Mitglied der Nordrhein-Westfälischen Akademie der Wissenschaften.
2008 wurde er mit der Lichtenberg-Medaille der Akademie der Wissenschaften zu Göttingen ausgezeichnet und im Mai 2011 erhielt er von der Universität Bayreuth den Otto-Warburg-Preis zugesprochen. Ebenfalls für 2011 wurde ihm die Lomonossow-Goldmedaille zugesprochen. 2017 ist er erster Preisträger des Primo-Levi-Preises; den Preis erhielt er im Rahmen des Festaktes zum 150. Jubiläum der Gesellschaft Deutscher Chemiker.

## Schriften
- mit R. B. Woodward: Erhaltung der Orbitalsymmetrie, Verlag Chemie 1970
  - Englische Übersetzung: Conservation of orbital symmetry, Verlag, 1970
- The metamict state, University of Central Florida Press, Orlando 1987
- Solids and surfaces: a chemist’s view of bonding in extended structures, VCH 1988
- How should chemists think ?, Scientific American, 1993, Heft 2, S. 66–73
- mit Vivian Torrence: Chemistry imagined: reflections on science, Smithsonian 1993
- The Same and Not the Same, Columbia University Press 1995
- mit Shira Leibowitz Schmidt: Old wine, new flasks: Reflections on Science and Jewish Tradition, Freeman 1997
- Sein und Schein – Reflexionen über die Chemie. Wiley-VCH, Weinheim 1997, ISBN 978-3-527-29418-3.
- mit Carl Djerassi: Oxygen – Ein Stück in zwei Akten. Wiley-VCH, Weinheim 2001, ISBN 978-3-527-30460-8.[15]
- Roald Hoffmann on the philosophy, art, and science of chemistry, Herausgeber Jeffrey Kovac, Michael Weisberg, Oxford UP 2012